# Hoštejn (stacja kolejowa)
Hoštejn – stacja kolejowa w miejscowości Hoštejn, w kraju ołomunieckim, w Czechach. Znajduje się na wysokości 310 m n.p.m. i leży na linii kolejowej nr 270.